# Głogów (comune rurale)
Głogów è un comune rurale del distretto di Głogów, nel voivodato della Bassa Slesia, in Polonia.
Copre una superficie di 84.28 chilometri quadrati e nel 2006 contava 5.506 abitanti. Il capoluogo è Głogów, che non fa parte del territorio ma costituisce un comune a sé. Fanno parte del comune rurale le seguenti località:
- Borek (in tedesco Borkau), 200 abitanti
- Bytnik, 71 abitanti
- Grodziec Mały (in tedesco Niederfeld), 500 abitanti
- Klucze, 200 abitanti
- Krzekotów, 150 abitanti
- Przedmoście, 720 abitanti
- Ruszowice, 640 abitanti
- Serby (in tedesco Zerbau o Lerchenberg), 1.200 abitanti
- Stare Serby (in tedesco Alt Lerchenberg), 140 abitanti
- Szczyglice (in tedesco Sieglitz o Bismarckhöhe), 100 abitanti
- Turów, 150 abitanti
- Wilków, 500 abitanti
- Zabornia (in tedesco Sabor), 80 abitanti